# Podvazky

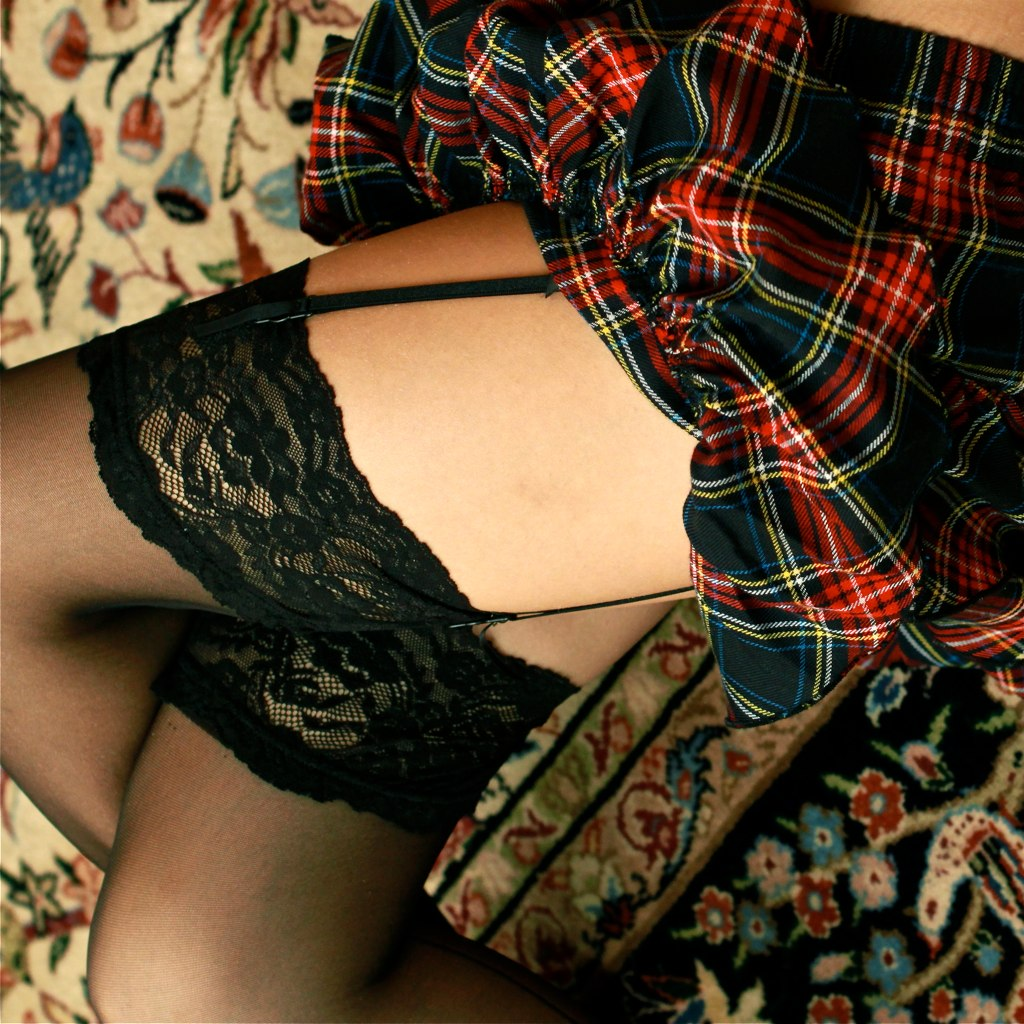
Punčochy s podvazky a podvazkovými tahy

Podvazek je součást dámského spodního prádla. Slouží k udržení punčochy na nohou ve stejné poloze, zamezuje tomu, aby punčocha sjela dolů. Jedná se v podstatě o gumový kroužek, popřípadě gumový kroužek s krajkou, obepínající nohu, který je přetažen přes punčochu a drží ji na stehně.
Podvazkový pás je součást dámského spodního prádla. Má nejméně 4 podvazkové tahy se sponkami, do kterých se upínají lemy punčoch. Existují ale také podvazkové pásy se 6, 8, 10, 12 podvazkovými tahy. Tahy jsou tvořeny gumou, která vychází z podvazkového pásu, a přezkou, která se upne do lemu punčochy.

## Historie
Podle podvazku anglický král Eduard III. nazval Podvazkový řád založený v polovině 14. století, nejprestižnější anglický rytířský řád. Pověst vypráví, že jeho založením král zachránil čest hraběnce, která byla terčem posměchu pro nehodu s podvazkem na dvorním plese.
Podvazek se začal masově rozšiřovat na začátku 20. let, především jako erotický symbol. Nemalou zásluhu na tom měly tanečnice kankánu. V první polovině 20. století začaly ženy punčochy pevně uchycovat podvazkovými pásy.
V polovině 20. století se mění vnímání podvazků a podvazkového pásu. Erotické konotace, které sice do jisté míry přetrvávají do současnosti, ustoupily výhodám pro každodenní používání podvazků. Vedle pevného uchycení punčoch jsou podvazky hygieničtější. V podvazcích se ženy potí méně než při nošení punčochových kalhot.
Podvazek  je také častý doplněk svatebních šatů. Podle tradice symbolizuje modrý podvazek věrnost a čistotu nevěsty. Ta může darem dostat podvazků několik a ty pak draží mezi svobodnými muži, nebo si je nechá na památku.